# Synarmadillo villosus
Synarmadillo villosus är en kräftdjursart som först beskrevs av Gustav Budde-Lund 1898.  Synarmadillo villosus ingår i släktet Synarmadillo och familjen Armadillidae. Inga underarter finns listade i Catalogue of Life.